# Michèle Iznardo
Michèle Iznardo est une peintre française née à Paris.

## Biographie
Michèle Iznardo entre à l'École nationale supérieure des beaux-arts de Paris en 1980. Diplômée en 1984, elle participe la même année à des expositions collectives à l'École et à la Galerie des Beaux-Arts. De 1985 à 1987 elle poursuit sa formation à l'Académie Saint Roch fondée quelques années plus tôt par Jean Bertholle.
Lauréate en 1987 de la ville de Paris, elle obtient une bourse pour la Casa de Velázquez à Madrid où elle devient pensionnaire en 1988-1989. Elle découvre alors les paysages d’Andalousie et de Castille. Au cours de sa résidence elle participe à plusieurs expositions collectives à Madrid, Valdepeñas et Cordoue puis réalise en 1990 sa première exposition personnelle à Almería.
De retour en France, Michèle Iznardo vit et travaille à Boulogne-Billancourt. Elle participe à partir de 1993 à de nombreuses expositions collectives à Paris, notamment à l'Institut de France et au Salon des réalités nouvelles, à Nîmes et Strasbourg, en Espagne à Valence. Ses œuvres sont également présentées dans plusieurs Foires d'Art contemporain, St’art à Strasbourg, Lille Artfair à Lille, ainsi qu'à ArtFair Berliner en Allemagne.
Elle réalise des expositions personnelles à Yerres à la Propriété Caillebotte en 2013 et à la Galerie Jonas en Suisse en 2015.

## L'œuvre
« Michèle Iznardo demande tout au noir. Tout se passe comme si les divers gris et le blanc avec lesquels il cohabite émanaient de lui, s’extrayaient de lui. Comme si le noir était la matrice dont tout ce que nous voyons dans le paysage qui se propose, était issu. » analyse ainsi l'écrivain et critique d'art Henri Raynal.

## Jugements
« Des labyrinthes verticaux, aérés, enchevêtrés et chaotiques font vivre une étendue qu’on dirait fouillée et faillée, traversée à cru de brûlures vitales, de soubresauts terrestres, et de traits acérés. Il n’y a plus de distance. La présence immédiate et pure est là, et même les lointains ont disparu, toujours déjà noyés dans l’impérieuse proximité de signes graphiques incroyablement divers, au registre inouï, et sidérants d’impact. »
Christian Noorbergen, dans Sur le Pas de l’Ombre, Orangerie de la propriété Gustave Caillebotte, Yerres, 2013
« Les œuvres de Michèle Iznardo présentent chacune une superposition différente de fragments imbriqués. (...) Parmi ces fragments, entre nuit et brouillards, des images ressurgies, d’une présence intacte, voisinent avec leur contraire : visions diaphanes, dématérialisées par la mémoire, réduites par le temps à leur principe, à leur schéma de paysage ; d’autres recèlent des gouffres d’ombre d’où émergent par éclats des formes indécises ; d’autres encore supportent le poids inattendu d’un rocher isolé comme une météorite. (...) Il convient de s’attarder sur son usage bien particulier et si diversifié du fusain et de son estompe…  voile insaisissable et changeant, entre lumière déclinante et silence nocturne, qui s’étend, pèse, ou s’insinue entre les formes, tantôt les faisant apparaître à demi, comme émergeant des profondeurs de la terre, tantôt circulant comme un brouillard vagabond. »
Bernard Pierron, Pli selon Pli, Galerie Jonas, Cortaillod/Neuchâtel, 2015

## Expositions personnelles et partagées
- 1990 : Pinturas y dibujos, Galerie Argar, Almería, Espagne
- 1995 : Peintures, Galerie Mansart, Paris
- 1997 : Paysages blessés, Maison des Arts, Châtillon
- 1998 : Bibliothèque de l'École Polytechnique
- 1999 : Galerie Mansart, Paris
- 1999 : Peintures, Galerie Dominique Vivens, Paris
- 2000-2002 : Collages, Galerie Dominique Vivens, Paris
- 2003 : Galerie Dominique Vivens, Paris
- 2009 : Paysages ?, Galerie des éditions Mauguin, Paris
- 2009 : Dessins, Galerie VivoEquidem II, Paris
- 2011 : Œuvres graphiques, Galerie VivoEquidem, Paris
- 2011 : Dessins-peintures, Galerie Nabokov, Paris
- 2012 : Le paysage et au-delà, Galerie Paul Olink, La Haye, Pays-Bas
- 2012 : Peintures de Michèle Iznardo, dessins de Martine Cazin, galerie l’R du Cormoran, Pernes-les-Fontaines
- 2013 : Œuvres sur papier, Galerie Paul Olink, La Haye, Pays-Bas
- 2013 : Sur le Pas de l’Ombre, Orangerie de la propriété Gustave Caillebotte, Yerres
- 2015 : Au bord du monde, Galerie l’Échiquier, Paris
- 2015 : Lieux (huiles et pierre noire sur papier), Galerie Art Espace 83, La Rochelle (avec I. Leclercq, céramiste)
- 2015 : Au bord du monde, Galerie de l'échiquier, Paris
- 2015 : Pli sur pli, Galerie Jonas, Cortaillod/Neuchâtel, Suisse
- 2018 : Dessin, Espace Icare, Issy-les-Moulineaux
- 2018 : La part de l'ombre, Espace Andrée Chedid, Issy-les-Moulineaux
- 2018 : Dessins et peintures de Michèle Iznardo, sculptures de William Laperrière, galerie Ruffieux-Brill, Chambéry
- 2018 : Michèle Iznardo, sculptures d'Agnès Bouillon, galerie Estelle Lebas, Haubourdin-Lille

## Expositions collectives
- 1984 : Beaux-Arts 84, École nationale supérieure des beaux-arts, Paris; Dessin-mouvement, Galerie des Beaux-Arts, Paris
- 1985 : École d'architecture, Paris
- 1988 : Casa de Cultura, Valdepeñas; Casa de Velázquez, Madrid; Institut de France, Paris; Salon d'art contemporain, Vitry-sur-Seine
- 1989 : Museo de Bellas-Artes, Córdoba; Casa de Velázquez, Madrid; Institut de France, Paris; Exposicion nacional de Artes plasticas, Valdepeñas; Iznardo-Oudry, Museo de Bellas-Artes, Valdepeñas
- 1993 : Choix d'un amateur Paris-Velay-Polignac, Le Puy-en-Velay
- 1996 : Galerie Mansart, Paris; Huit peintres autour de Geer van Velde, Le Puy-en-Velay; Déchirures-Linéatures, avec des poèmes d'Odile Felgine, Galerie Vivens, Paris
- 1997 : Un collectionneur invite: Chalendard, Clot, Iznardo, M. Bernard, Paris
- 1999 : Galerie Mansart, Paris
- 2000 : Paris Art Show, Westport, USA
- 2002 : Galerie Cuatrp, Valencia
- 2004 : Arténîm, Galerie GNG, Nîmes
- 2005 : Peintures sur calque, Galerie GNG, Nîmes
- 2006 : Evasiones y perspectivas, Institut français, Valencia
- 2007 : Galerie Nabokov, Paris; Onze ans après Bertholle, Galerie Vivoequidem, Paris
- 2008 : Murs d'images, Galerie Vivoequidem, Paris; Peintures, Florence Gillet- Michèle Iznardo, Galerie Nabokov, Paris; Cosa mentale, le dessin comme trace, Galerie Vivoequidem, Paris
- 2009 : Artfair Berliner Liste 2009, Berlin, Galerie Vivoequidem; Galerie Nabokov, Paris; Dessins, Galerie Brulée, Strasbourg
- 2010 : Lille Artfair 2010, Lille, Galerie Vivoequidem; Summer show, Galerie Vivoequidem, Paris; Le mois du dessin, Galerie Brulée, Strasbourg
- 2011 : Anthracite, Galerie Brulée, Strasbourg; Lille Artfair 2011, Lille, Galerie Vivoequidem; Salon des réalités nouvelles 2011, Paris
- 2012 : Le lieu et le temps, Galerie l'R du cormoran, Pernes-les-Fontaines; Galerie Brulée, Strasbourg; ST-Art 2012, Galerie Paul Olink, La Haye; Summer show II, Galerie Vivoequidem, Paris; Lille Artfair 2012, Lille, Galerie Paul Olink
- 2014 : Le dessin ou La probité de l'art, Galerie art aujourd'hui, Paris; ART UP LILLE 2014, Galerie Olink, La Haye, Pays-Bas; Licht und schatten, Galerie Bagnato, Konstanz, Allemagne
- 2015 : Entre Ciel et Mer, Galerie Estelle Lebas, Dunkerque; Autour de Paolo Universo, Marché de la Poésie, Ed. Po&Psy(Erès), Paris
- 2016 : Dessins, Galerie Ed Laurence Mauguin, Paris (avec P. Olivaux);L'autre mer, Galerie Bagnato, Konstanz, Allemagne
- 2018 : Pages, Palais de la Femme, Paris

## Collections publiques
- Fonds d'art contemporain de la Ville de Paris
- Museo de Bellas Artes, Valdepeñas, Espagne
- Casa de Velázquez, Madrid, Espagne
- Propriété Caillebote, Yerres

## Illustration
- Les questions seules ont des reflets, dix sept dessins de Michèle Iznardo, poèmes de Marc Desombre, Libourne, La part des anges édition, 2010,  (ISBN 978-2-912882-32-5)
- Le passage des brises, poèmes de Marc Desombre, illustrations de Michèle Iznardo, préface de Jean-Pierre Siméon, Amiens, éditions Corps Puce, 2012  (ISBN 2-35281-063-9)
- Dans un lieu commun, j’ai fini par te trouver, poèmes de Paolo Universo, dessins de Michèle Iznardo, collection Po&Psy, Toulouse, éditions Erès, 2015
- Il est une heure..., poèmes de William Laperrière, Vallon Pont d'Arc, éditions du Bourdaric, 2018

### Catalogues
- Sur le Pas de l’Ombre, textes de Christian Noorbergen et Henri Raynal, poèmes de Marc Desombre, Orangerie de la propriété Gustave Caillebotte, Yerres, 2013
- Iznardo, Pli sur pli, texte de Bernard Pierron, Galerie Jonas, Cortaillod/Neuchâtel, Suisse

### Articles
- Lydia Harambourg, « Michèle Iznardo, une Présence immanente », dans La Gazette de l'Hôtel Drouot, 8 février 2006
- Lydia Harambourg, « Michèle Iznardo, La force des émotions », dans La Gazette de l'Hôtel Drouot, 1er février 2008
- Lydia Harambourg, « Michèle Iznardo, un paysage mental », dans La Gazette de l'Hôtel Drouot, 9 octobre 2009
- Lydia Harambourg, « Michèle Iznardo, le paysage pluriel », dans La Gazette de l'Hôtel Drouot, 4 février 2011

### Ouvrages généraux
- Beaux-Arts 84, École nationale supérieure des beaux-arts, Paris, 1984
- Artistas de la Casa de Velázquez, Musée des Beaux-Arts, Cordoba, Espagne, 1988
- Artistas de la Casa de Velázquez, Madrid, et Institut de France, Paris, 1988-1989
- Evasiones y perspectivas, préface de Pierre Berthier, Institut français, Valencia, Espagne